# Merionoeda hasta
Merionoeda hasta är en skalbaggsart som beskrevs av Holzschuh 1991. Merionoeda hasta ingår i släktet Merionoeda och familjen långhorningar. Inga underarter finns listade i Catalogue of Life.